# 50 Virginia
Az 50 Virginia a Naprendszer kisbolygóövében található aszteroida. James Ferguson fedezte fel 1857. október 4-én.